# Doxocopa lavinia
Espèce
Doxocopa lavinia est un lépidoptère appartenant à la famille des Nymphalidae, à la sous-famille des Apaturinae et au genre Doxocopa.

## Répartition géographique
Doxocopa lavinia se trouve en Bolivie, en Colombie et au Pérou.

## Liens taxonomiques
- (en) Tree of Life Web Project : Doxocopa lavinia
- (en) Catalogue of Life : Doxocopa lavinia Butler 1866